# 라 절러 컨트리 데이 스쿨

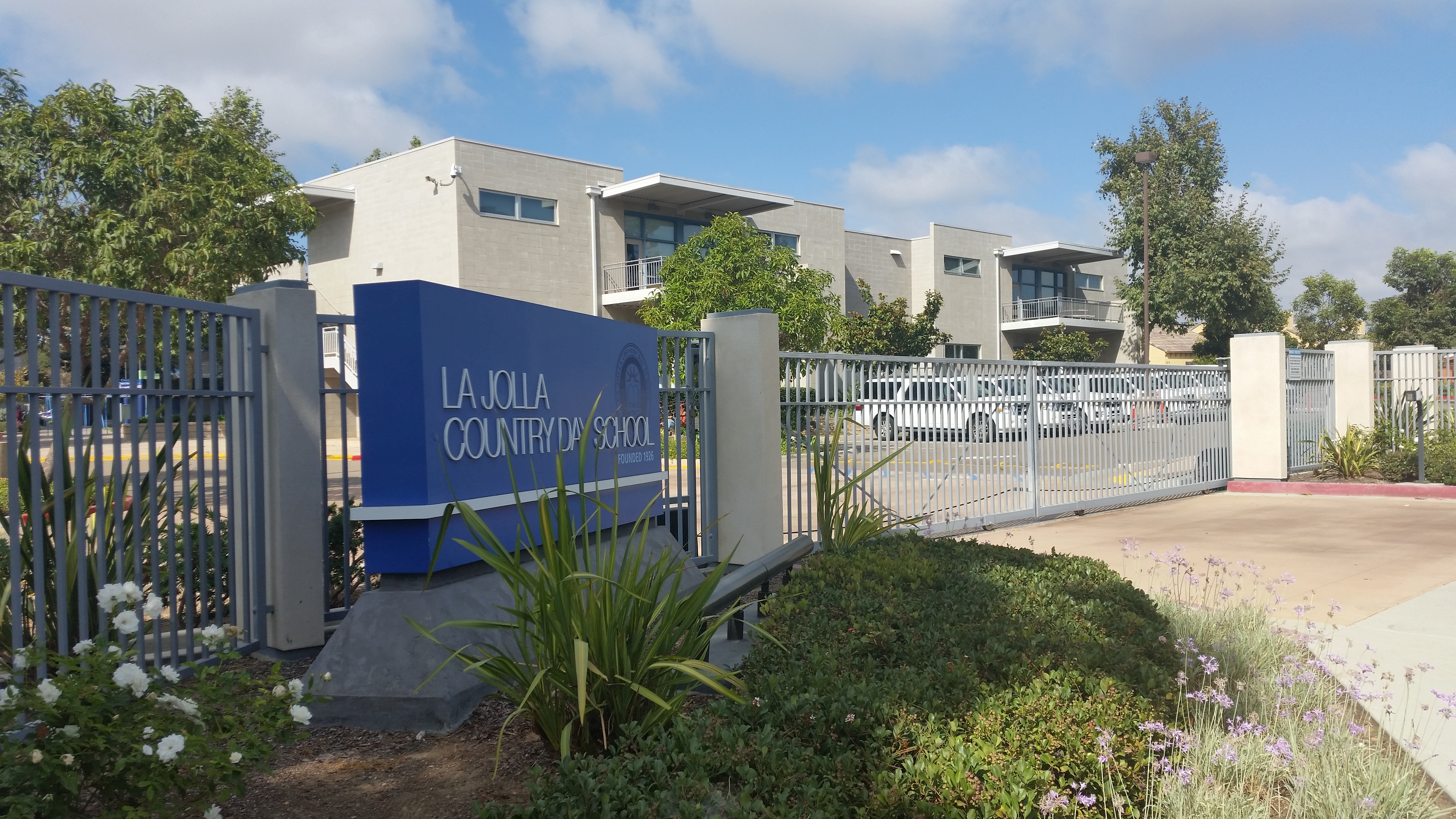

라 호야 컨트리 데이 스쿨(La Jolla Country Day School)은 미국 캘리포니아 주 샌 디에이고에 있는 사립 12년제 초중고등학교이다.